# Lijst van burgemeesters van Nissewaard
Dit is een lijst van burgemeesters van Nissewaard, een Nederlandse gemeente in de provincie Zuid-Holland, sinds haar instelling op 1 januari 2015.
| Ambtsperiode                         | Naam burgemeester  | Partij of stroming | Bijzonderheden |
| ------------------------------------ | ------------------ | ------------------ | --- |
| 01 januari 2015 - 31 augustus 2018   | Mirjam Salet       | PvdA               | Waarnemend van 1 januari 2015 - 30 november 2015; Burgemeester vanaf 30 november 2015. Was eerder burgemeester van 's-Gravendeel, Hoogezand-Sappemeer en Spijkenisse. |
| 01 september 2018 - 19 februari 2019 | Govert Veldhuijzen | CDA                | Waarnemend. Was eerder waarnemend burgemeester van Gorinchem. |
| 20 februari 2019 - heden             | Foort van Oosten   | VVD                | Was eerder Tweede Kamerlid |